# 向阳 (1938年)
向阳（1938年6月—），男，藏族，青海循化人，中华人民共和国政治人物，曾任西藏自治区人民政府副主席，西藏自治区政协副主席。